# Wierchniekardailskij
Wierchniekardailskij (ros. Верхнекардаильский) – chutor w Rosji, w obwodzie wołgogradzkim, w rejonie nowonikołajewskim. W 2010 liczył 869 mieszkańców.